# Beornwulf
Beornwulf va ser rei de Mèrcia i Ànglia de l'Est del 823 al 826. Era membre del casa dels Wiglaf, va pujar al tron enderrocant el rei Ceolwulf I. El seu breu regnat va coincidir amb la fi de la supremacia de Mèrcia sobre els altres regnes de l'heptarquia anglosaxona.
Un home anomenat Beornwulf va signar com a testimoni en una carta de donacions del rei Coenwulf el 812, i en una altra carta del rei Ceolwulf I l'any 823, però la seva posició en el document suggereix que no era una persona d'alt rang; a banda d'això no es tenen més dades sobre els seus orígens. Ceolwulf I va governar amb força dissensions i al cap de tres anys Beornwulf va voler acabar amb les disputes alçant-se contra ell l'any 823 i assumint el poder.
El 825 Beornwulf va fer la guerra contra els veïns de Wessex. El seu exèrcit es va enfrontar amb els saxons de l'oest a la batalla d'Ellandun (l'actual Wroughton, a prop de Swindon, al comtat de Wiltshire). la batalla va acabar amb un desastrós resultat per part dels mercis, i és considerada pels historiadors com el punt final de la supremacia de Mèrcia sobre els altres regnes anglosaxons. El 826 Ethelwulf de Wessex, fill d'Egbert, va envair Kent i va fer fora el rei Baldred que era favorable als mercis.
En saber la notícia, els regnes del sud, Essex i Sussex, ràpidament van abandonar el jurament de fidelitat que tenien amb Mèrcia i van apropar relacions amb Wessex. Ànglia de l'Est també va demanar protecció a Egbert de Wessex, contra els mercis. Beornwulf va morir lluitant per intentar sufocar una rebel·lió a Ànglia de l'Est.
Del seu breu regnat hi ha pocs fets destacats: va fer reconstruir l'abadia de sant Pere (que mes endavant seria la catedral de Gloucester) i va presidir dos sínodes a Clofesho amb Wulfred l'arquebisbe de Canterbury, l'any 824 i el 825.